# Madonna rodziny Pesaro
Madonna rodziny Pesaro (wł. Pala Pesaro) – obraz renesansowego, włoskiego malarza Tycjana, powstały w latach 1519–1526 znajdujący się obecnie w kościele Santa Maria Gloriosa dei Frari w Wenecji.
Obraz został namalowany na zamówienie dwóch braci Jacopa i Francesca Pesaro. Stanowi część większej całości złożonej z ołtarza, nagrobku przyściennego i krypty rodzinnej rodu Pesaro. Fundator, Francesco ofiarował kościołowi znaczną sumę pieniędzy by codziennie w tym miejscu odprawiać mszę świętą. Obraz przedstawia Matkę Boską z Dzieciątkiem siedzącą na tronie. Przed nią klęczą fundatorzy, przedstawieni symetrycznie z profilu. Po prawej stronie klęczy w pozycji modlitewnej Francesco. Ubrany jest w bardzo drogą, bogatą w fakturę brokatową szatę noszoną jedynie przez przedstawicieli najwyższej warstwy społecznej. Za nim skupieni są trzej jego inni bracia oraz siostrzeniec Leonardo zwrócony w stronę widza.
Obraz może być zakwalifikowany do Sacra Conversazione, choć Tycjan zrewolucjonizował dotychczasowy układ kompozycyjny przesuwając postać Matki Boskiej na prawą stronę, dzięki czemu uzyskał dwa efekty: pierwszy – pozwoliło mu to na ukazanie różnych szczebli władzy i bogactwa oraz drugi – wchodzący głównym wejściem do kościoła wierny w pierwszej kolejności zauważa Matkę Boską. W centralnej części obrazu znalazł się św. Piotr, u stóp którego leżą klucze, symbol władzy papieskiej. Wzrok Apostoła, jak i Marii skierowany jest na donatora Jacopa, robiąc z niego swojego orędownika. Mały Jezus skierowany przodem do widza, spogląda na św. Franciszka, który poprzez gest rozłożonych rąk staje się orędownikiem pozostałych fundatorów. Fundator Jacopo zajmuje tu jednak pozycję uprzywilejowaną, znajduje się po prawicy Jezusa i przed tronem. Usytuowanie tronu po prawej stronie, a nie od przodu jak zwykle jest kolejną innowacją Tycjana. Uprzywilejowana pozycja jednego z braci wynika również z jego dotychczasowych dokonań. Był on dowódcą papieskiego kontyngentu podczas bitwy morskiej z Turkami. Aluzja do tych wydarzeń jest chorągiew trzymana przez rycerza, św. Antoniego Padewskiego. Na niej znajduje się herb papieża z rodu Borgiów, Aleksandra VI z tiarą i skrzyżowanymi kluczami. Poniżej znajduje się herb rodziny Pesaro. Na drzewcu przyczepione są liście laurowe jako symbol zwycięstwa, a za św. Antonim Padewskim stoją dwaj więźniowie: Murzyn i muzułmanin w turbanie, przedstawiciele zwyciężonej armii Imperium Osmańskiego. Scena i atrybuty przedstawione na obrazie ołtarzowym ukazują władzę otrzymaną przez Jacopo Pesaro z rąk papieża i podnoszą jego autorytet.